# ТЕС Кампіна-Гранде
7°17′47″ пд. ш. 35°54′30″ зх. д. / 7.29639° пд. ш. 35.90833° зх. д.
ТЕС Кампіна-Гранде – теплова електростанція на сході Бразилії у штаті Параїба. 
У 2010 році на майданчику станції ввели в експлуатацію 20 генераторних установок на основі двигунів внутрішнього згоряння Wärtsilä 20V32 загальною потужністю 164 МВт.  
Як паливо станція споживає нафтопродукти.
Видача продукції відбувається по ЛЕП, розрахованій на роботу під напругою 230 кВ.